# Kaiser Arnulfsfest
Das Kaiser Arnulfsfest in der Marktgemeinde Moosburg ist eines der größten Volksfeste Kärntens. Seit 1986 findet dieses alljährlich am 2. Wochenende im Juli statt und erstreckt sich mittlerweile über drei Tage.
Ein großer Festzug, Unterhaltung im Festzelt, viel Musik und eine Open-Air-Disco sind Hauptprogrammpunkte des Festes. Seit einigen Jahren findet auch das Finale von „The Voice of Kärnten“ beim Kaiser Arnulfsfest statt.
Einer der Höhepunkte der Veranstaltung ist der am Nachmittag stattfindende Festumzug, der durch das ganze Dorf führt und mit Moderation begleitet wird. Die Teilnehmer des Umzuges kommen aus dem In- und Ausland und sind meist Vereine, Musik-, Trachten- oder Brauchtumsgruppen aus der Marktgemeinde selbst, der umliegenden Region oder auch aus den deutschen Partnerstädten Maintal, dem gleichnamigen Moosburg an der Isar und Katerini in Griechenland.

## Geschichte
Das Arnulfsfest verdankt seinen Namen dem Karolingergeschlecht abstammenden Arnulf von Kärnten. Dieser war Kaiser des römischen Reiches und ostfränkischer König und hat im 9. Jahrhundert einige Jahre in Moosburg gelebt. Einmal im Jahr lässt die Marktgemeinde mit dem Kaiser Arnulfsfest den Kaiser Arnulf und die karolingische Tradition aufleben.